# Jan Střemcha
Jan Střemcha (22. srpna 1835 Svinárky – 26. února 1908 Hradec Králové) byl rakouský politik české národnosti z Čech, poslanec Českého zemského sněmu.

## Biografie
Působil coby velkoobchodník s dřívím. Byl statkářem na Slezském předměstí v Hradci Králové. Roku 1865 se stal členem okresního zastupitelstva a do roku 1902 působil jako okresní starosta v Hradci Králové. Ve funkci okresního starosty se uvádí již v roce 1869. Byl do ní opakovaně volen v následujících funkčních obdobích, například roku 1871 nebo 1882. Byl členem okresní školní rady. Získal Zlatý záslužný kříž.
V 70. letech se zapojil do vysoké politiky. V doplňovacích volbách v roce 1873 byl zvolen na Český zemský sněm, kde zastupoval kurii venkovských obcí, obvod Hradec Králové, Nechanice. Čeští poslanci tehdy na protest praktikovali politiku pasivní rezistence (bojkot sněmu), takže se na práci sněmu fakticky neúčastnili. Patřil k mladočeské straně. V doplňovacích volbách v roce 1874 místo něj byl zvolen staročech Čeněk Hevera.
Zemřel v únoru 1908.